# NGC 31
NGC 31은 봉황자리 방향에 위치한 나선은하다.